# 야마모토 데쓰야 (1934년)
야마모토 데쓰야(일본어: 山本 哲也, 1934년 9월 26일 ~ 2019년 10월 13일)는 일본의 전 프로 야구 선수이자 야구 지도자이다. 구마모토현 구마모토시 출신이며 현역 시절 포지션은 포수였다.

## 인물
구마모토 공업고등학교 시절에는 팀 동료 야마베 유야 등과 배터리를 구성하여 포수로서 활약, 1952년 하계 고시엔 대회 예선 니시큐슈 대회 결승전에 진출했지만 나가사키 상업고등학교의 오타 마사오에게서 완봉패를 당해 고시엔 대회 출전은 이루지 못했다.
야마베와 함께 1953년 오사카 타이거스에 입단, 프로 2년째인 1954년에는 2군의 주전 포수가 됐다. 1군에서도 서서히 기용됨에 따라 1957년부터는 이시가키 가즈오를 대신해서 주전 포수 자리를 차지했다. 1959년에는 천황 참관 경기에도 출전했고 올스타전에도 두 차례나 출전(1958년, 1959년)했다. 타율은 2할 대 전후로 칠 수 있는 타자는 아니었지만 팀의 간판 투수인 와타나베 쇼조, 고야마 마사아키, 무라야마 미노루 등과 배터리를 구성해 가며 수비면에서의 막대한 공헌을 했다. 1962년에는 도카지 마사오와 병용되면서 팀의 리그 우승에 일조하는 역할을 했고 같은 해 도에이 플라이어스와의 일본 시리즈에서는 6경기에 선발 마스크를 착용했다. 일본 시리즈 1차전에서는 2회에 우익 쪽 희생 플라이로 선취점을 뽑았지만 이후에는 부진하는 모습을 보여 9타수 1안타에 그쳤다. 이듬해 후쿠즈카 가쓰야, 쓰지 요시노리 등이 두각을 드러내면서 출전 기회가 줄어들었고 1964년 시즌 종료 후 현역에서 은퇴했다.
그 후에도 한신에 남아 2군 배터리 코치(1965년 ~ 1967년, 1976년 ~ 1979년), 1군 불펜 코치(1975년), 스카우트(1968년 ~ 1974년), 전력분석원(1980년 ~ 1984년), 업무부 차장 기록 담당(1985년 ~ 1995년) 등을 역임했다. 퇴직 후에는 한신·아와지 대지진 이후 고향인 구마모토에 이사했다.

## 상세 정보

### 출신 학교
- 구마모토 현립 구마모토 공업고등학교

### 선수 경력
- 오사카 타이거스·한신 타이거스(1953년 ~ 1964년)

### 지도자 경력
- 한신 타이거스 2군 배터리 코치(1965년 ~ 1967년, 1976년 ~ 1979년)
- 한신 타이거스 1군 불펜 코치(1975년)

### 개인 기록
- 올스타전 출장 : 2회(1958년, 1959년)

### 등번호
- 39(1953년 ~ 1956년)
- 25(1957년 ~ 1964년)
- 67(1965년 ~ 1967년)
- 77(1975년 ~ 1979년)

### 연도별 타격 성적
| 연 도       | 소 속       | 경 기 | 타 석 | 타 수 | 득 점 | 안 타 | 2 루 타 | 3 루 타 | 홈 런 | 루 타 | 타 점 | 도 루 | 도 루 자 | 희 생 번 | 희 생 플 | 볼 넷 | 고 4 | 사 구 | 삼 진 | 병 살 타 | 타 율 | 출 루 율 | 장 타 율 | O P S |
| ----------- | ----------- | ----- | ----- | ----- | ----- | ----- | ------- | ------- | ----- | ----- | ----- | ----- | -------- | -------- | -------- | ----- | ---- | ----- | ----- | -------- | ----- | -------- | -------- | ----- |
| 1953년      | 한신        | 6     | 5     | 5     | 0     | 1     | 0       | 0       | 0     | 1     | 0     | 0     | 0        | 0        | --       | 0     | --   | 0     | 1     | 0        | .200  | .200     | .200     | .400  |
| 1954년      | 한신        | 16    | 6     | 6     | 2     | 1     | 0       | 0       | 1     | 4     | 2     | 1     | 0        | 0        | 0        | 0     | --   | 0     | 0     | 0        | .167  | .167     | .667     | .833  |
| 1955년      | 한신        | 54    | 73    | 69    | 8     | 17    | 2       | 0       | 0     | 19    | 2     | 1     | 0        | 0        | 0        | 3     | 0    | 1     | 9     | 0        | .246  | .288     | .275     | .563  |
| 1956년      | 한신        | 57    | 91    | 86    | 7     | 15    | 3       | 1       | 0     | 20    | 4     | 3     | 0        | 4        | 0        | 1     | 0    | 0     | 16    | 2        | .174  | .184     | .233     | .416  |
| 1957년      | 한신        | 93    | 265   | 248   | 22    | 56    | 9       | 3       | 3     | 80    | 21    | 6     | 2        | 6        | 1        | 9     | 1    | 1     | 27    | 9        | .226  | .256     | .323     | .578  |
| 1958년      | 한신        | 87    | 255   | 239   | 21    | 47    | 8       | 1       | 3     | 66    | 17    | 7     | 6        | 3        | 1        | 10    | 0    | 2     | 28    | 5        | .197  | .235     | .276     | .511  |
| 1959년      | 한신        | 122   | 339   | 321   | 17    | 61    | 10      | 2       | 1     | 78    | 15    | 2     | 2        | 6        | 3        | 8     | 1    | 1     | 43    | 7        | .190  | .212     | .243     | .455  |
| 1960년      | 한신        | 99    | 216   | 194   | 9     | 45    | 4       | 0       | 1     | 52    | 12    | 3     | 2        | 5        | 4        | 11    | 0    | 2     | 35    | 3        | .232  | .280     | .268     | .548  |
| 1961년      | 한신        | 107   | 236   | 220   | 13    | 41    | 3       | 0       | 1     | 47    | 11    | 2     | 4        | 9        | 0        | 7     | 0    | 0     | 31    | 6        | .186  | .211     | .214     | .425  |
| 1962년      | 한신        | 98    | 164   | 144   | 7     | 34    | 4       | 0       | 0     | 38    | 11    | 4     | 0        | 11       | 0        | 8     | 1    | 1     | 17    | 6        | .236  | .281     | .264     | .545  |
| 1963년      | 한신        | 77    | 115   | 105   | 6     | 20    | 2       | 2       | 2     | 32    | 14    | 0     | 0        | 3        | 2        | 4     | 0    | 1     | 15    | 2        | .190  | .227     | .305     | .532  |
| 1964년      | 한신        | 38    | 19    | 18    | 0     | 3     | 0       | 0       | 0     | 3     | 0     | 0     | 1        | 0        | 0        | 1     | 0    | 0     | 2     | 1        | .167  | .211     | .167     | .377  |
| 통산 : 12년 | 통산 : 12년 | 854   | 1784  | 1655  | 112   | 341   | 45      | 9       | 12    | 440   | 109   | 29    | 17       | 47       | 11       | 62    | 3    | 9     | 224   | 41       | .206  | .239     | .266     | .505  |